# عین قادة
عین قادة (به عربی: عین قادة) یک شهرک در الجزایر است که در استان سیدی بلعباس واقع شده‌است.